# The Deed Is Done
Albums de Molly Hatchet
No Guts...No Glory
(1983) Double Trouble Live
(1985)
Singles
1. Satisfied Man
Sortie : 1984
2. Stone in Your Heart
Sortie : 1984

The Deed Is Done est le sixième album studio du groupe de rock sudiste américain, Molly Hatchet. Il est sorti en novembre 1984 sur le label Epic Records et a été produit par Terry Manning.

## Historique
Petit changement de personnel pour ce nouvel album, le  guitariste Steve Holland qui a quitté le groupe lors de la tournée de promotion de l'album No Guts...No Glory est remplacé par le claviériste John Galvin, ce dernier avait déjà collaboré avec le groupe et est un ancien membre du Danny Joe Brown Groupe. Autre changement, le retour du batteur original du groupe, Bruce Crump après près de deux ans d'absence.
Cet album fut enregistré en 1984 dans les Studios Bee Jays à Orlando en Floride. Les chœurs seront enregistrés à Nashville dans les studios Treasure Isle Recorders. Avec ce disque, le groupe entame un virage très prononcé vers un rock FM, délaissant pratiquement toutes sonorités de rock sudiste. Le synthétiseur est omniprésent et le groupe ne signe que très peu de titres, laissant des compositeurs extérieurs écrire la plupart des chansons. Deux reprises figurent sur cet album, Heartbreak Radio du chanteur écossais Frankie Miller et I Ain't Got You de Calvin T. Carter, un titre déjà repris notamment par les Yardbirds, Aerosmith où les Animals.
L'album se classa à la 117e place du Billboard 200 aux États-Unis. Les deux singles se classèrent à la 81e place du Hot 100 et 13e place des Mainstream Rock Tracks pour Satisfied Man et à la 22e place des rock tracks pour Stone in Your Heart.

## Liste des titres
Face 1
| No | Titre               | Auteur                                                                          | Durée |
| -- | ------------------- | ------------------------------------------------------------------------------- | ----- |
| 1. | Satisfied Man       | Thomas DeLuca, Tom Jans                                                         | 4:57  |
| 2. | Backstabber         | Ronald Brooks, DeLuca, Jeff Ross                                                | 4:12  |
| 3. | She Does, She Does  | Danny Joe Brown, Dave Hlubek, Duane Roland, Bruce Crump, John Galvin, Riff West | 6:06  |
| 4. | Intro Piece         | Galvin                                                                          | 1:15  |
| 5. | Stone In Your Heart | Brooks, DeLuca, Harold Tipton                                                   | 4:14  |

Face 2
| No  | Titre                  | Auteur                                                       | Durée |
| --- | ---------------------- | ------------------------------------------------------------ | ----- |
| 6.  | Man On the Run         | Roland, DeLuca, Terry Manning, Jack Armstrong, Gary Harrison | 4:09  |
| 7.  | Good Smoke and Whiskey | Brown, Hlubek, Roland, Galvin, Crump, West, DeLuca           | 3:33  |
| 8.  | Heartbreak Radio       | Frankie Miller, Troy Seals                                   | 3:27  |
| 9.  | I Ain't Got You        | Calvin Carter                                                | 2:30  |
| 10. | Straight Shooter       | Brow, Hlubek, Roland, Galvin, Crump, West                    | 3:46  |
| 11. | Song for the Children  | Hlubek                                                       | 2:31  |

## Musiciens
Molly Hatchet
- Danny Joe Brown: chant
- David Hlubek: guitares
- Duane Roland: guitares
- John Galvin: claviers
- Bruce Crump: batterie, percussions
- Riff West: basse

Musiciens additionnels
- Jim Horn: saxophone
- Jimi Jamison, Tom DeLuca, Steve Bassett et Terry Manning: chœurs

## Charts
Charts album
| Pays       | Durée du classement | Meilleur classement |
| ---------- | ------------------- | ------------------- |
| États-Unis | 13 semaines         | 117e                |

Charts singles
| Single              | Chart                  | Durée du classement | Position | Date             |
| ------------------- | ---------------------- | ------------------- | -------- | ---------------- |
| Satisfied Man       | Hot 100                | 5 semaines          | 81e      | 10 novembre 1984 |
| Satisfied Man       | Mainstream Rock Tracks | 11 semaines         | 13e      | 3 novembre 1984  |
| Stone in Your Heart | Mainstream Rock Tracks | 8 semaines          | 26e      | 19 janvier 1985  |